# Cal Tali
Cal Tali és una casa habilitada com a restaurant de Vilajuïga (Alt Empordà) inclosa a l'Inventari del Patrimoni Arquitectònic de Catalunya. Situada dins del nucli urbà de la població de Vilajuïga, a l'est del nucli antic de l'església de Sant Feliu. Fa cantonada amb un petit carreró sense sortida.

## Descripció
Es tracta d'un edifici de planta rectangular, amb la coberta a dues vessants de teula. Està distribuït en planta baixa i pis, amb un cos afegit a la part posterior, destinat a magatzem. La façana principal presenta decoració a mode de carreus a les cantonades del primer pis i una motllura horitzontal separa les dues plantes. Totes les obertures són rectangulars, amb l'emmarcament motllurat i guardapols decorat amb rajola verda. Damunt la porta d'accés hi ha el nom original de l'establiment, Tal i Qual, amb rajola ceràmica. Al pis hi ha un balcó central exempt, amb barana de ferro treballada. Els ampits dels dos finestrals laterals presenten la mateixa rajola verda que el guardapols. A la part superior, la cornisa és motllurada i està sostinguda per petites mènsules. El coronament és pla, amb un motiu decoratiu al centre i dos més als laterals.
La construcció es troba arrebossada i pintada de color blanc, amb els marcs de la planta baixa de color groc i els del pis de color gris.